# Windows Media Player (Windows 11)
Media Player é um reprodutor de vídeo e áudio padrão para Windows 11 e Windows 10 desenvolvido pela Microsoft . É o sucessor do Groove Music para Windows 10 (anteriormente Xbox Music), Filmes e TV e Windows Media Player. Ele começou a ser implementado para todos os usuários do Windows 11 em 15 de fevereiro de 2022.
O novo Media Player também pode reproduzir vídeos, como parte da mudança de marca do Groove de um serviço de streaming de música para um reprodutor de mídia. Outras mudanças incluem a arte do álbum em tela cheia e um miniplayer atualizado. A acessibilidade também foi melhorada, com alguns teclas de atalho aprimorados e suporte as teclas de atalho para usuários de teclado e outras tecnologias assistivas.